# Melissa Felián
Pour les articles homonymes, voir Melissa.
Melissa Felián (née le 13 janvier 1993) est une femme politique franco-ontarienne (Canada), candidate du parti conservateur dans la circonscription d'Orléans aux élections provinciales de 2022.
Elle a été candidate du parti conservateur dans la circonscription de Markham Thornhill aux élections fédérales de 2021.

## Enfance et études
Melissa Felián grandit à Toronto (Ontario) dans une famille mixte.Son père est d'origine canadienne-française et sa mère vient de la Guyane. Elle est diplômée d'une maitrise en affaires publiques et internationales à l'université York.Elle vit à Ottawa.

## Vie politique
Elle se lance en politique lors des élections fédérales de 2021 comme candidate du parti conservateur dans la circonscription de Markham Thornhill. Elle était à la deuxième place avec 26,31 % des suffrages et plus de 10000 voix.